# توماس شوكي
توماس شوكي (بالألمانية: Thomas Mauch) (و. 1937  م) هو كاتب سيناريو، ومخرج أفلام، ومصور سينمائي، ومنتج أفلام ألماني، ولد في هايدنهايم.

## جوائز
حصل على جوائز منها:

جائزة الفيلم الألماني ‏

## وصلات خارجية
- توماس شوكي على موقع IMDb (الإنجليزية)
- توماس شوكي على موقع ألو سيني (الفرنسية)
- توماس شوكي على موقع أول موفي (الإنجليزية)
- توماس شوكي على موقع قاعدة بيانات الأفلام السويدية (السويدية)
- توماس شوكي على موقع قاعدة بيانات الفيلم (الإنجليزية)
- توماس شوكي على موقع كينوبويسك (الروسية)